# (20779) Xiajunchao
(20779) Xiajunchao (2000 RN11) – planetoida z grupy pasa głównego asteroid okrążająca Słońce w ciągu 3,66 lat w średniej odległości 2,37 j.a. Odkryta 1 września 2000 roku.